# Маса Маритима
Маса Маритима (итал. Massa Marittima) је насеље у Италији у округу Гросето, региону Тоскана.
Према процени из 2011. у насељу је живело 5707 становника. Насеље се налази на надморској висини од 403 м.

## Становништво
Према резултатима пописа становништва 2011. у општини је живело 8.614 становника.
| 1936.  | 1951.  | 1961.  | 1971.  | 1981.  | 1991. | 2001. | 2011. |
| ------ | ------ | ------ | ------ | ------ | ----- | ----- | ----- |
| 12.713 | 13.382 | 12.832 | 10.516 | 10.076 | 9.518 | 8.818 | 8.614 |

## Партнерски градови
- Берналда